# Marina Bonfigli
Marina Bonfigli (Roma, 3 febbraio 1930 – Roma, 10 dicembre 2015) è stata un'attrice italiana, attiva in teatro, cinema, radio e televisione.

## Biografia
Diplomatasi negli anni quaranta, quand'era ancora diciottenne, all'Accademia nazionale d'arte drammatica, ha lavorato per diversi famosi teatri e compagnie teatrali, fra cui quella del Piccolo Teatro di Milano - dove è stata interprete ne L'opera da tre soldi di Bertolt Brecht, diretta da Giorgio Strehler, in Splendore e miseria di Joachim Murieta, di Pablo Neruda, per la regia di Patrice Chéreau, e in Arlecchino servitore di due padroni, di Goldoni, ancora per la regia di Strehler. Ha poi recitato in testi classici del repertorio per Teatro Stabile di Torino e per il Teatro Stabile del Veneto.
Nel cinema ha debuttato con Nino Manfredi in Torna a Napoli, film del 1949, mentre in teatro ha fatto il suo esordio all'età di diciassette anni ne Il ventaglio di Carlo Goldoni, nel quale fu diretta da Orazio Costa. Nel 1956 si è sposata con l'attore Paolo Ferrari (da cui si è poi separata), conosciuto mentre recitava nella compagnia di Vivi Gioi e Luigi Cimara. Dal loro matrimonio nacquero due figli: Fabio, attore, e Daniele. Dagli anni ottanta ha fatto compagnia con Giulio Bosetti. Dal 2011 era stata Direttrice artistica del Teatro Carcano di Milano.
È morta la mattina del 10 dicembre 2015 presso il Policlinico Agostino Gemelli di Roma all'età di 85 anni.

## Teatro
- I giorni della vita, di William Saroyan, regia di Adolfo Celi, Roma, Studio Eleonora Duse, 17 luglio 1945. (diploma di regia)
- Il ventaglio di Carlo Goldoni, regia di Alfredo Zennaro, Teatro Quirino di Roma, 15 aprile 1947. (saggio degli allievi dell'Accademia)
- Il ballo dei ladri, di Jean Anouilh, regia di Luciano Salce, Roma, Teatro Eliseo, 23 aprile 1947. (diploma di regia)
- La fiera delle maschere, commedia dell'arte, regia di Vito Pandolfi, Venezia, VIII Festival Internazionale del Teatro, 22 agosto 1947.
- Edipo Re, di Sofocle, regia di Guido Salvini, Teatro Olimpico di Vicenza, 2 settembre 1948.
- Sei personaggi in cerca d'autore, di Luigi Pirandello, regia di Orazio Costa, Venezia, IX Festival Internazionale del Teatro, 16 settembre 1948. (saggio degli allievi dell'Accademia)
- Il corvo, di Carlo Gozzi, regia di Giorgio Strehler, Venezia, IX Festival Internazionale del Teatro, 26 settembre 1948.
- Cristo ha ucciso, di Gian Paolo Callegari, regia di Guido Salvini, Venezia, IX Festival Internazionale del Teatro, 30 settembre 1948.
- I giorni della vita, di William Saroyan, regia di Orazio Costa, Roma, Studio Eleonora Duse, 4 gennaio 1949.
- Don Giovanni, di Molière, regia di Orazio Costa, Roma, Studio Eleonora Duse, 4 febbraio 1949.
- La famiglia dell'antiquario, di Carlo Goldoni, regia di Orazio Costa, Roma, Teatro delle Arti, 26 marzo 1949.
- La leggenda dell'assassino, di Tullio Pinelli, regia di Nino Meloni, Roma, Teatro delle Arti, 21 aprile 1949.
- L'innocenza di Camilla, di Massimo Bontempelli, regia di Luciano Salce, Roma, Teatro delle Arti, 29 aprile 1949.
- Giovanna di Lorena, di Maxwell Anderson, regia di Orazio Costa, Piccolo Teatro della città di Roma, 7 giugno 1949.
- Le allegre comari di Windsor, di William Shakespeare, regia di Alessandro Fersen, Parchi di Nervi, 9 luglio 1949.
- La figlia di Iorio, di Gabriele D'Annunzio, regia di Corrado Pavolini, Pineta di Pescara, 28 agosto 1949.
- La commedia degli straccioni, di Annibal Caro, regia di Guido Salvini, Teatro Olimpico di Vicenza, 8 settembre 1949.
- Invito al castello, di Jean Anouilh, regia di Orazio Costa, Roma, Studio Eleonora Duse, 28 gennaio 1950.
- Il poverello, di Jacques Copeau, regia di Orazio Costa, San Miniato, 1 settembre 1950.
- Il ventaglio di Carlo Goldoni, regia di Alfredo Zennaro, Roma, Teatro delle Arti, 3 febbraio 1951.
- Leocadia, di Jean Anouilh, regia di Giulio Cesare Castello, Piccolo Teatro di Genova, marzo 1951
- Scontro nella notte, di Clifford Odets, regia di Mario Ferrero, Roma, Teatro delle Arti, 20 aprile 1951.
- Sogno ad occhi aperti, di Elmer Rice, regia di Morton DaCosta, Roma, Teatro Quirino, 27 settembre 1951.
- Lulù, di Carlo Bertolazzi, regia di Franco Zeffirelli, Roma, Teatro Quirino, 1º ottobre 1951.
- La cicogna si diverte, di André Roussin, Milano, Teatro Manzoni, 20 novembre 1951.
- Salviamo la giovane, di Cesare Giulio Viola, regia di Mario Landi, Milano, Teatro Manzoni, 11 dicembre 1951.
- Mario e Maria, di Sabatino Lopez, Teatro Manzoni di Milano, 18 dicembre 1951.
- Primo amore, di André Josset, regia di Alessandro Brissoni, Sanremo, Teatro dell'Opera del Casinò, 19 gennaio 1952.
- Quando la luna è blu, di Frederick Hugh Herbert, regia di Luigi Cimara, Milano, Teatro Odeon, 5 marzo 1952.
- Arlecchino servitore di due padroni, di Carlo Goldoni, regia di Giorgio Strehler, Parigi, Théâtre Marigny, 2 marzo 1953.
- Controcorrente, di Vittorio Metz, Marcello Marchesi, Walter Chiari, Teatro Odeon di Milano, stagione 1953-54
- Senza rete, di Alberto Bonucci, regia di Alberto Bonucci, Milano, Teatro Manzoni, 25 settembre 1954.
- L'opera da tre soldi, di Bertolt Brecht e Kurt Weill, regia di Giorgio Strehler, Piccolo Teatro di Milano, 10 febbraio 1956.
- Arlecchino servitore di due padroni, di Carlo Goldoni, regia di Giorgio Strehler, Edimburgo, Royal Lyceum Theatre, 27 agosto 1956.
- Questa sera si recita a soggetto, di Luigi Pirandello, regia di Giorgio Strehler, Edimburgo, Royal Lyceum Theatre, 30 agosto 1956.
- Boeing Boeing, di Marc Camoletti, regia di Silverio Blasi, Roma, Teatro Eliseo, 7 aprile 1962.
- Il bugiardo, di Carlo Goldoni, regia di Gianfranco De Bosio, Torino, Teatro Carignano, 15 ottobre 1963.
- Il re muore, di Eugène Ionesco, regia di José Quaglio, Torino, Teatro Gobetti, 29 novembre 1963.
- La grande rabbia di Philipp Hotz, di Max Frisch, regia di José Quaglio, Torino, Teatro Gobetti, 29 novembre 1963.
- Le mani sporche, di Jean-Paul Sartre, regia di Gianfranco De Bosio, Torino, Teatro Carignano, 24 marzo 1964.
- Anconitana, di Ruzante, regia di Gianfranco De Bosio, Grenoble, Théâtre Municipal, 29 marzo 1965.
- Bilora, di Ruzante, regia di Gianfranco De Bosio, Grenoble, Théâtre Municipal, 29 marzo 1965.
- Il mercante di Venezia, di William Shakespeare, regia di Ettore Giannini, Roma, Teatro Valle, 31 gennaio 1966.
- La gabbia, di Renzo Rosso, regia di Luigi Squarzina, Genova, Teatro Duse, 19 aprile 1968.
- Sicario senza paga, di Eugène Ionesco, regia di José Quaglio, Trieste, stagione 1968/69
- La storia di Bertoldo, di Fulvio Tomizza, regia di Giovanni Poli, Trieste, stagione 1968/69
- Splendore e morte di Joaquín Murieta, di Pablo Neruda, regia di Patrice Chéreau, Piccolo Teatro di Milano, 10 aprile 1970.
- La battaglia di Lobositz, di Peter Hacks, regia di Guy Rétoré, Milano, Castello Sforzesco, 5 luglio 1970.
- Non svegliate la signora, di Jean Anouilh, regia di Lucio Ardenzi, Milano, Teatro Nuovo, 1971
- L'albergo del libero scambio, di Georges Feydeau, regia di Pier Antonio Barbieri, Teatro Stabile di Padova, 15 novembre 1973
- Il bugiardo, di Carlo Goldoni, regia di Giulio Bosetti, Caserta, 27 agosto 1974
- Don Giovanni, di Molière, regia di Giulio Bosetti, 1975
- La rosa bianca, di Dante Guardamagna, regia di Giulio Bosetti, San Miniato, luglio 1977
- Non si sa come, di Luigi Pirandello, Cooperativa Teatro Mobile, stagione 1977/78
- Il diario di Anna Frank, di Frances Goodrich e Albert Hackett, regia di Giulio Bosetti, novembre 1977
- Pigmalione, di George Bernard Shaw, regia di Giulio Bosetti, novembre 1978
- Tartufo, di Molière, regia di Giulio Bosetti, Teatro Olimpico di Vicenza, settembre 1979
- L'albergo del libero scambio, di Georges Feydeau, regia di Giulio Bosetti, Teatro Carignano di Torino, 14 ottobre 1980
- Tutto per bene, di Luigi Pirandello, regia di Giulio Bosetti, Città di Castello, 26 marzo 1981.
- Il malato immaginario, di Molière, regia di Gabriele Lavia, Teatro Olimpico di Vicenza, 16 settembre 1981.
- Sei personaggi in cerca d'autore, di Luigi Pirandello, regia di Giuseppe Patroni Griffi, Torino, Teatro Alfieri, 30 marzo 1983
- Assassinio nella cattedrale, di Thomas Stearns Eliot, regia di Giuseppe Patroni Griffi, Bergamo, Teatro Donizetti, 23 marzo 1984.
- Morte di un commesso viaggiatore, di Arthur Miller, regia di Marco Sciaccaluga, Bergamo, febbraio 1986
- La coscienza di Zeno, di Tullio Kezich, regia di Egisto Marcucci, Teatro Chiabrera, Savona, 15 ottobre 1987.
- La lezione, di Eugène Ionesco, regia di Egisto Marcucci, Taormina, Villa Comunale, 3 agosto 1988.
- Stasera Feydeau, due atti unici di Georges Feydeau, regia di Marco Parodi, aprile 1989
- La bottega del caffè, di Carlo Goldoni, regia di Gianfranco De Bosio, Teatro Romano di Verona, 27 luglio 1989.
- L'avaro, di Molière, regia di Gianfranco De Bosio, Teatro Olimpico di Vicenza, 22 settembre 1990.
- Enrico IV, di Luigi Pirandello, regia di Marco Sciaccaluga, Milano, Teatro Carcano, 9 ottobre 1990.
- La voce umana, di Jean Cocteau, regia di Giulio Bosetti, Roma, Teatro delle Arti, maggio 1991
- La lezione, di Eugène Ionesco, regia di Giulio Bosetti, Roma, Teatro delle Arti, maggio 1991
- Spettri, di Henrik Ibsen, regia di Giulio Bosetti, Teatro Stabile del Veneto, 10 dicembre 1992
- La famiglia dell'antiquario, di Carlo Goldoni, regia di Marco Sciaccaluga, Teatro Olimpico di Vicenza, settembre 1993
- Zeno e la cura del fumo, di Tullio Kezich, da Italo Svevo, regia di Piero Maccarinelli, Padova, Teatro Verdi, 15 aprile 1994.
- Il malato immaginario, di Molière, regia di Jacques Lassalle, Venezia, Teatro Goldoni, 10 dicembre 1994
- Marta mia, caro Maestro, dall’epistolario Pirandello-Marta Abba, regia di Giuseppe Emiliani, Teatro Stabile del Veneto, 1995
- Una delle ultime sere di carnovale, di Carlo Goldoni, regia di Giuseppe Emiliani, Teatro Goldoni di Venezia, 12 ottobre 1995.
- Edipo tiranno, di Sofocle, regia di Gianfranco De Bosio, Teatro Olimpico di Vicenza, 26 novembre 1997.
- Un amore, dal romanzo di Dino Buzzati, regia di Giuseppe Emiliani e Giulio Bosetti, Bergamo, Teatro Donizetti, 28 febbraio 1998.
- Il berretto a sonagli, di Luigi Pirandello, regia di Giulio Bosetti, Borgio Verezzi, 28 luglio 1999.
- Antigone di Sofocle, regia di Patrice Kerbrat, Teatro Greco di Siracusa, 8 giugno 2000.
- Il testamento di Monsieur Marcelin, di Sacha Guitry, regia di Giulio Bosetti, Teatro Biondo di Palermo, 3 maggio 2001
- La scuola delle mogli, di Molière, regia di Jacques Lassalle, Vittorio Veneto, Teatro Verdi, 4 marzo 2003
- Così è (se vi pare), di Luigi Pirandello, regia di Giulio Bosetti, Treviso, Teatro Comunale, 9 ottobre 2004.
- Antigone, di Sofocle, regia di Giulio Bosetti, Milano, Teatro Carcano, nuovo allestimento, 26 aprile 2006.
- Sior Todero brontolon, di Carlo Goldoni, regia di Giuseppe Emiliani, Venezia, Teatro Goldoni, 28 luglio 2007.
- Sei personaggi in cerca d'autore, di Luigi Pirandello, regia di Giulio Bosetti, Milano, Teatro Carcano, 15 ottobre 2008.
- L’attore, di Mario Soldati, riduzione di Tullio Kezich, regia di Giulio Bosetti, Teatro Comunale di Treviso, 30 ottobre 2009.
- La bottega del caffè, di Carlo Goldoni, regia di Giuseppe Emiliani, Teatro Comunale di Treviso, 4 febbraio 2011.
- Guida alla sopravvivenza delle vecchie signore, di Mayo Simon, regia di Giuseppe Pambieri, Milano, Teatro Carcano, 2 maggio 2012.

## Filmografia
- Torna a Napoli, regia di Domenico Gambino (1949)
- Contro la legge, regia di Flavio Calzavara (1950)
- Angelo tra la folla, regia di Leonardo De Mitri (1950)
- Strano appuntamento, regia di Dezső Ákos Hamza (1950)
- Labbra rosse, regia di Giuseppe Bennati (1960)

## Televisione
- Invito al sorriso, regia di Mario Landi, 24 giugno 1954.
- No, No, Nanette, regia di Vito Molinari - musical TV 8 gennaio 1955.
- Il terzo marito, di Sabatino Lopez, regia di Silverio Blasi, 28 gennaio 1955.
- Jazz il bandito, di Amurri e Faele, regia di Lino Procacci, 5 puntate, dal 15 agosto al 3 ottobre 1955.
- Questa mia donna, di Mario Federici, regia di Mario Ferrero, 7 marzo 1958.
- Il Mattatore, con Vittorio Gassman, regia di Daniele D'Anza - programma TV, 10 puntate, dal 4 febbraio al 22 aprile 1959.
- Gente che va, gente che viene, regia di Enzo Trapani, 14 settembre 1960
- Joe il rosso, dalla commedia di Dino Falconi, regia di Carlo Lodovici, 7 gennaio 1961.
- Partita e tre, episodio di Giallo club. Invito al poliziesco, 12 marzo 1961.
- Il gioco è fatto, di Noël Coward, di Alessandro Brissoni, 3 maggio 1961.
- La cocuzza, dal romanzo di Giuseppe Cassieri, regia di Carlo Lodovici, 19 febbraio 1963.
- La storia di Rossella O'Hara, episodio di Biblioteca di Studio Uno, regia di Antonello Falqui, 14 marzo 1964.
- La facciata, di Fausto Maria Martini, regia di Giuliana Berlinguer, 4 agosto 1964.
- Turcaret, dalla commedia di Alain-René Lesage, regia di Alessandro Brissoni, 14 novembre 1967.
- Un pesciolino in vasca, originale televisivo di Dario Bellini, regia di Mario Ferrero, 14 gennaio 1968.
- Donna in vestaglia, di Ted Willis, regia di Giacomo Colli, 20 agosto 1968.
- Le regine di Francia, di Thornton Wilder, regia di Marcello Sartarelli, 25 aprile 1969.
- Corsa disperata, di Paolo Levi, regia di Alda Grimaldi, 9 novembre 1972.
- Malombra, dal romanzo di Antonio Fogazzaro, regia di Raffaele Meloni, 4 puntate, dal 21 aprile al 12 maggio 1974.
- Fedora, di Victorien Sardou, regia di Giacomo Colli, 27 febbraio 1976.
- Tutto per bene, dalla commedia di Luigi Pirandello, regia di Giulio Bosetti, 28 febbraio 1984.

## Radio
- Sei personaggi in cerca d'autore, di Luigi Pirandello, regia di Orazio Costa, 4 gennaio 1951.
- Scontro nella notte, commedia di Clifford Odets, regia di Mario Ferrero, trasmessa il 20 luglio 1951.
- Sedia a dondolo, di Angelo Nizza, 14 e 28 marzo 1955.
- L'Italia in bicicletta, di Dino Verde, dal 19 maggio al 9 giugno 1956.
- L'impareggiabile Enrico, di Paolo Menduni, con Enrico Viarisio, dal 20 gennaio al 31 marzo 1957.
- Cappuccetto, l'orco e le maschere, di Massimo Dursi, regia di Sandro Bolchi, 26 dicembre 1957.
- Così va il mondo, di William Congreve, regia di Mario Ferrero, 26 novembre 1958.
- Vita con la moglie, di Mino Caudana, con Paolo Ferrari, 19 luglio al 27 settembre 1959.
- Scandalo a Sweet Spring, di Enrico Bassano e Dario Martini, regia di Alessandro Brissoni, 12 luglio 1960.
- La sporta, di Giovan Battista Gelli, regia di Vittorio Sermonti, 3 agosto 1960.
- Intervista con Georges Courteline, regia di Pietro Masserano Taricco, 27 aprile 1961.
- Enrico IV, di William Shakespeare, regia di Sandro Bolchi, 3 puntate, dal 22 gennaio al 5 febbraio 1968.
- Nascita di Cristo, di Lope de Vega, regia di Pietro Masserano Taricco, 25 dicembre 1968.
- E l'inferno, Isabelle?, di Jacques Deval, regia di Gastone Da Venezia, 14 gennaio 1970.
- Don Carlo Infante di Spagna, di Friedrich Schiller, regia di Giorgio Pressburger, 2 aprile 1970.
- Una storia comune, di Ivan Aleksandrovič Gončarov, regia di Pietro Masserano Taricco, 7 puntate, dal 20 giugno al 1 agosto 1970.
- L'edera, dal romanzo di Grazia Deledda, regia di Pietro Masserano Taricco, 10 puntate, dal 27 settembre all'8 ottobre 1971.
- I silenzi di Parigi, di Albert Camus, regia di Luigi Durissi, 25 aprile 1972.
- I pensierini sul Natale, radioracconto di Carlo Castelli, regia di Umberto Benedetto, 23 dicembre 1972.
- La torre, di Peter Weiss, regia di Vittorio Sermonti, 28 aprile 1973.
- Tristano e Isotta, originale radiofonico di Adolfo Moriconi, regia di Gian Domenico Giagni, 20 puntate, dall'8 ottobre al 2 novembre 1973.
- Il treno d'Istanbul, di Graham Greene, regia di Umberto Benedetto, 10 puntate, dal 5 al 16 novembre 1973.
- Sister Carrie, dal romanzo di Theodore Dreiser, regia di Ottavio Spadaro, 15 puntate, dal 1 al 19 luglio 1974.
- Chi è Emmeline Pankhurst?, radiocomposizione di Edith Bruck e Vera Marzot, regia di Chiara Serino, 11 novembre 1975.
- Martin Luther King, originale radiofonico di Domenico Meccoli, regia di Dante Raiteri, 6 puntate, dal 6 al 22 dicembre 1977.
- Il diario di Anna Frank, di Frances Goodrich e Albert Hackett, regia di Giulio Bosetti, 25 aprile 1978.
- Alessandro Magno, originale radiofonico di Siro Angeli e Antonino Pagliaro, regia di Umberto Benedetto, 15 puntate, dal 22 agosto al 10 ottobre 1978.
- La posta in gioco, da W. F. Jenkins, regia di Augusto Zucchi, 14 marzo 1982.
- L'erede, da Guy de Maupassant, regia di Adolfo Moriconi, 31 gennaio 1983.
- La coscienza di Zeno di Italo Svevo, regia di Fabio Battistini, Radiotelevisione svizzera, 2000
- Caro Maestro… Marta mia, dal carteggio di Luigi Pirandello, regia di Fabio Battistini, Radiotelevisione svizzera, 2004